# Seobuk-gu
Seobuk-gu (koreanska: 서북구) är ett av de två stadsdistrikten (gu) i staden Cheonan i provinsen Södra Chungcheong i den centrala delen av Sydkorea, 80 km söder om huvudstaden Seoul. Vid utgången av 2020 hade distriktet 411 079 invånare.

## Administrativ indelning
Distriktets centrala delar är indelade i nio stadsdelar (dong) med 331 154 invånare på en yta av 36,02 km²:
Baekseok-dong,
Buldang-dong,
Buseong 1-dong,
Buseong 2-dong,
Seongjeong 1-dong,
Seongjeong 2-dong,
Ssangyong 1-dong,
Ssangyong 2-dong och
Ssangyong 3-dong.
Distriktets ytterområden är indelade i tre köpingar (eup) och en socken (myeon) med 79 925 invånare på en yta av 161,69 km²:
Ipjang-myeon,
Jiksan-eup,
Seonggeo-eup och
Seonghwan-eup.